# InterCity Nieuwe Generatie
Les automotrices Intercity Nieuwe Generatie en français : « Intercity de nouvelle génération », sont des rames automotrices pour trains IC aptes à 200 km/h commandées par les Nederlandse Spoorwegen (NS) et livrées à partir de 2020. Leur mise en service est prévue pour 2023, plusieurs réalisant dans l'intervalle des parcours d'essais sur les réseaux néerlandais et belge.

## Histoire
En 2014, les NS possèdent une flotte importante de matériel pour les dessertes Intercity (dont de nombreuses rames à deux niveaux NID et VIRM) ainsi que du matériel plus ancien à un niveau : les voitures ICR et les automotrices ICM). Les trains Benelux (Amsterdam - Rotterdam - Anvers - Bruxelles) ont fait les frais du fiasco des Fyra V250 et sont à nouveau exploités avec les anciennes ICR, limitées à 160 km/h. 
Après avoir commandé de nombreuses automotrices pour trains locaux à plancher bas et articulation par les bogies (Sprinter Lighttrain et Sprinter Nieuwe Generatie), les NS passèrent commande à Alstom de rames Coradia Stream, prévues à la fois pour les Intercity et les trains Benelux. 
Reposant sur une toute nouvelle plateforme de la famille des Coradia, ces automotrices sont dérivées en 3 versions : 
- 49 rames de cinq éléments avec trois bogies moteurs ;
- 30 rames de huit éléments avec quatre bogies moteurs ;
- 20 rames de huit éléments aptes à circuler sur le réseau belge (en 3 kV continu) et dotées d'intérieurs modifiés pour les trajets à longue distance.

Ces 99 rames sont à plancher bas pour une meilleure accessibilité, peuvent rouler à 200 km/h et circuler sous 1,5 kV continu et 25 kV alternatif, cette dernière tension étant utilisée sur les lignes à grande vitesse. 

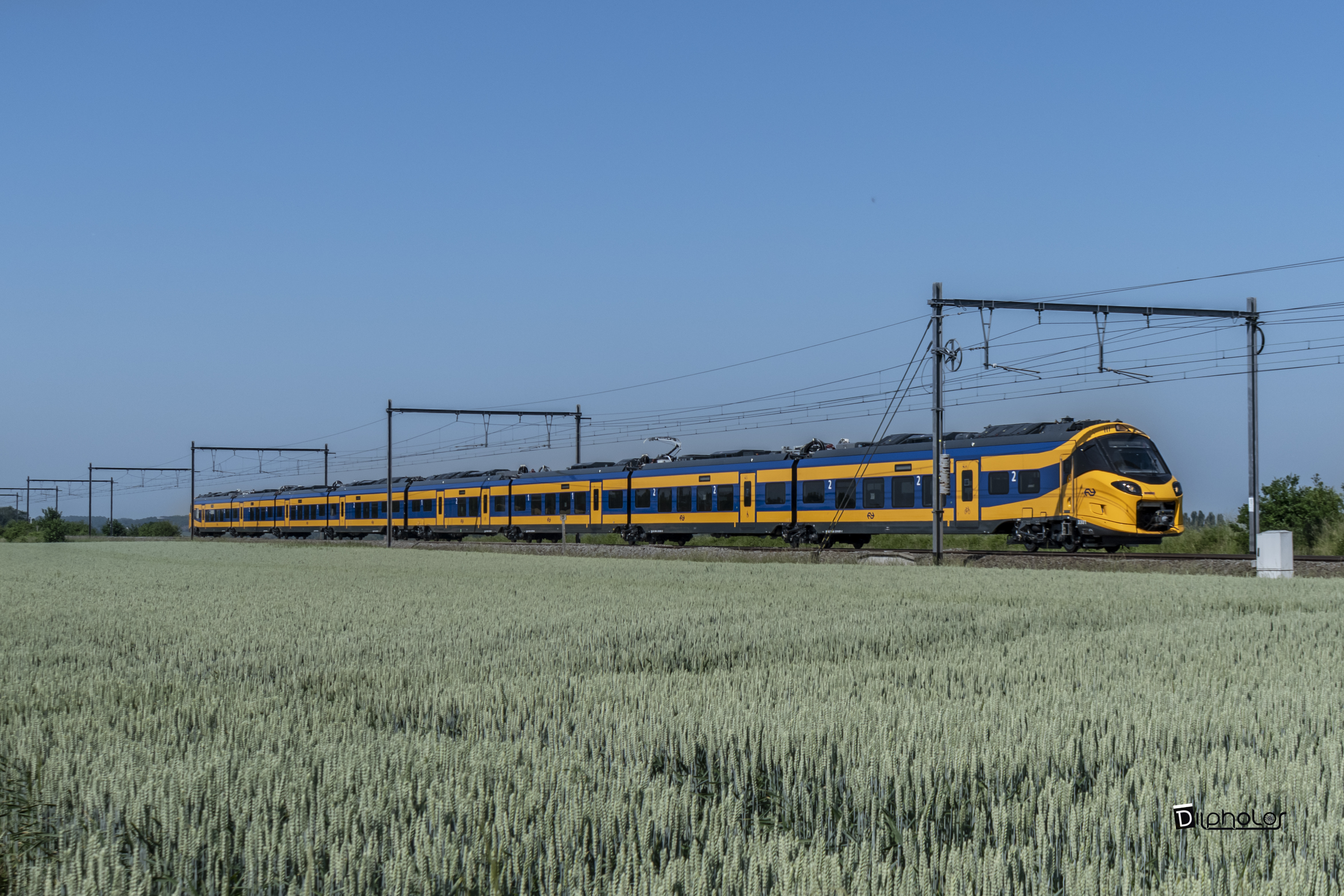
La rame 3301, entre Ath et Silly en Belgique (juin 2021).

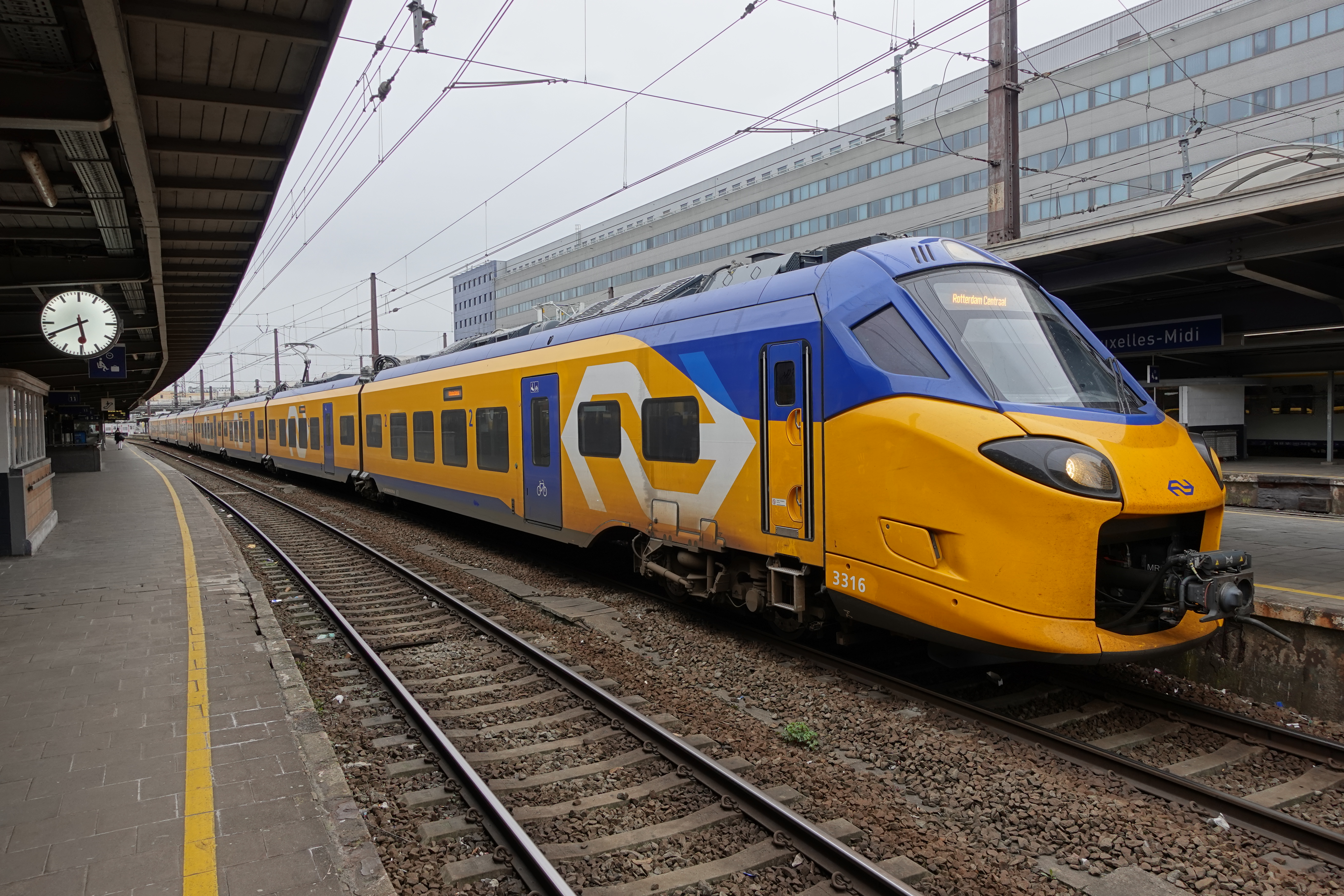
La rame 3316 en service à Bruxelles-Midi (mars 2025).

Leur construction débuta en 2018 et la première de ces rames a quitté l'usine polonaise d'Alstom en février 2019, elle est arrivée aux Pays-Bas le 23 mai 2020 pour y être aménagée en atelier aux points de vue peinture et ameublement. Les premières rames étaient terminées fin 2021, effectuant des essais d'abord en Allemagne puis aux Pays-Bas. En 2021, au-moins deux rames internationales ont été envoyées pour réaliser plusieurs campagnes de tests en Belgique. 
La mise en service des ICNG n'est pas prévue avant 2023, pour les trains IC aux Pays-Bas, et en 2025 pour les services internationaux vers Anvers et Bruxelles. 
Le 19 octobre 2020, le convoi acheminant les automotrices 3105 et 3109 vers un circuit d'essais à Blankenburg déraille sur un aiguillage. Les deux ICNG subissent des dégâts réparables à l'inverse de la locomotive diesel qui est complètement broyée, son conducteur s'en sort avec des blessures.